# Resistenza (Yo Yo Mundi)
Resistenza è un album dal vivo degli Yo Yo Mundi pubblicato il 25 aprile 2005, in occasione del 60º anniversario della Liberazione.
Registrato il 15 gennaio 2005 durante lo spettacolo La Banda Tom e altre storie partigiane tenutosi al Teatro Municipale di Casale Monferrato.
Il lavoro discografico comprende oltre al cd audio anche un DVD con le immagini della serata, interviste ai protagonisti, testimonianze di partigiani, fotografie e videoclip.

## Tracce
1. La nostra guerra non è mai finita
2. Al Golgota
3. Eurialo e Niso (dei Gang)
4. Non c'è nessun dopoguerra
5. Le storie di ieri (di Francesco De Gregori)
6. Ma l'amore si fa ripensare (Beppe Fenoglio da Appunti Partigiani)
7. Brigata Partigiana Alphaville
8. The Partisan
9. Tredici
10. A Stalingrado, no!
11. Stalingrado (degli Stormy Six)
12. L'ultimo testimone
13. Festa d'aprile
14. Bella Ciao
15. Viva l'Italia (di Francesco de Gregori)